# Archibald Vivian Hill
Archibald Vivian Hill (Bristol, 26 de septiembre de 1886 - Cambridge, 3 de junio de 1977) fue un fisiólogo británico, uno de los fundadores de la biofísica y la investigación operativa. Fue galardonado con el Premio Nobel de Fisiología o Medicina de 1922, compratido con Otto Fritz Meyerhof, por su estudio de la producción de calor y trabajo mecánico en los músculos.

## Biografía
Nacido en Bristol, estudió en la Blundell's School y se graduó en el  Trinity College de la Universidad de Cambridge en matemáticas como alumno destacado antes de dedicarse a la fisiología. En 1909, mientras estudiaba en el Trinity College, dedujo lo que se conoce como la ecuación de Langmuir. Posteriormente fue profesor del Trinity College entre 1910 y 1916), así como del King's College entre 1916 y 1925. En 1923 sucedió a Ernest Starling en la cátedra Brackenbury de fisiología del University College de Londres, puesto que mantuvo hasta su retiro en 1951. Continuó investigando activamente hasta 1966.
Desde 1926 fue profesor de la Royal Society, y desde 1935 secretario de la misma. Fue miembro del comité ejecutivo del National Physical Laboratory. Durante la II Guerra Mundial formó parte de una comisión científica asesora del gobierno. Desde 1935 estuvo trabajando con Patrick Blackett y Sir Henry Tizard en un comité que dio lugar al nacimiento del radar.
Recogió parte de sus investigaciones en el libro Living Machinery (1927).
Fue galardonado en 1922 con el Premio Nobel de Medicina por su labor de investigación sobre la termodinámica de los músculos, premio compartido con Otto Fritz Meyerhof.